# ساعت مارکار
ساعت فردوسی که به خاطر نام بانی آن پشوتن‌جی دوسابایی مارکار به ساعت مارکار مشهور است، ساعت عمومی و بزرگی است که در میدان مارکار یزد قرار دارد.
مجموعه این میدان، دبیرستان مارکار و پرورشگاه مارکار با هزینه پشوتن‌جی دوسابایی مارکار که از زرتشتیان ساکن هند بود ساخته شده‌است و هنوز برای هزینه‌های جاری آن‌ها از محل وقف این شخص درگذشته استفاده می‌شود.
این شایعه میان مردم وجود دارد که مقداری طلا برای بازسازی ساعت در صورت تخریب آن در پی ساختمان این ساعت مخفی شده‌است.

## پیشینه
سال ۱۳۱۳ شهرداری شهر یزد تصمیم به ساخت بنایی به رسم یاد بود از ابوالقاسم فردوسی گرفت. در ابتدا این بنا در میدان پهلوی شهر یزد تأسیس شد. اما پس از مدت کوتاهی با محل قرارگیری آن مخالفت شد و در پی آن تصمیم به تخریب آن گرفتند. سرانجام در سال ۱۳۱۵ مکان ساخت ساعت فردوسی تعیین شد، و آن را در میدان مارکار شهر یزد بنا نهادند. در تاریخ ۴ آبان ۱۳۲۱ ساخت ساعت فردوسی (مارکار) به پایان رسید.

## معماری
نقشه ساعت مارکار مربعی شکل بوده و دارای چهار متر ارتفاع می‌باشد. بخش‌های اصلی ساعت عبارت از پایه، بدنه برج و کلاهک بالای برج است. از لحاظ مختصات جغرافیایی، شهر یزد به خصوص میدان مارکار (دقیقاً مکانی که ساعت مارکار قرار گرفته) نقطه وسط ایران شاید می‌باشد. ساخت این ساعت هفت سال طول کشید.
ساعت مارکار هفته ای یکبار کوک می‌شود. موتور این ساعت در بالای برج با گذشت حدود ۸۰ سال همچنان سالم است و به منظور کوک کردن آن باید توسط راه پله‌های چوبی موجود در ساعت به بالای برج رفت. موتور ساعت ساخت شرکت انگلیسی ج. اسمیت و پسران است.
ساعت مارکار به عنوان یک اثر تاریخی از شهر یزد در فهرست آثار ملی به ثبت رسیده‌است.
جهت حرکت عقربه‌های ساعت مخالف جهت حرکت اتومبیل‌ها می‌باشد.

## نوشته‌های روی بدنه برج
به گفته محققین، این ساعت با اشعاری از شاعر بومی به نام مرحوم ناصر، تزیین شده‌است و با حرکت مطابق عقربه ساعت و خلاف حرکت خودروها، تاریخ احداث و هنر این شاعر بر بازدیدکننده روشن می‌شود.

در چرخش اول بیت‌ها و در چرخش دوم مصرع‌ها ملاک هستند، این ابیات عبارتند از:
| ز فردوسی اکنون سخن یاد گیر  |  | سخن‌های پاکیزه و دلپذیر       |
| بزرگی سراسر به گفتار نیست   |  | دوصد گفته چون نیم کردار نیست |
| به داد و دهش دل توانگر کنید |  | ز آزادگی بر سر افسر کنید     |
| جز از نیکنامی و فرهنگ و داد |  | ز رفتار گیتی نگیرید یاد      |

مصرع‌ها عبارتند از:
| در درخشان عصر شاه پهلوی |  | گشت در این برج ساعت برقرار |
| روح فردوسی پی تاریخ گفت |  | شادم از کردار نیک مارکار   |

مصرع آخر با بهره‌گیری از حروف ابجد (حاصل جمع ارزش ابجدی هر یک از حروف بکار رفته در مصرع آخر) و کاربرد عدد مرکب، تاریخ احداث بنای ساعت یعنی ۱۳۲۰ هجری شمسی را یادآور می‌شود. همچنین بکار بردن عنوان یکی از اصول سه گانهٔ زرتشتیان در این مصرع (کردار نیک) می‌تواند به آیین سازندهٔ بنا اشاره داشته باشد.
سنگ نگاره‌های دیگری هم بر روی بدنه برج ساعت مارکار وجود دارد که شرحی از قدمت ساعت و نام سازنده آن می‌باشد. حروفی شبیه به حروف ابجد بر روی بدنه ساعت نشان دهنده زمان به اتمام رسیدن ساخت ساعت می‌باشد که گویی ساعت ۱۳:۲۰ بوده‌است.

## نگارخانه

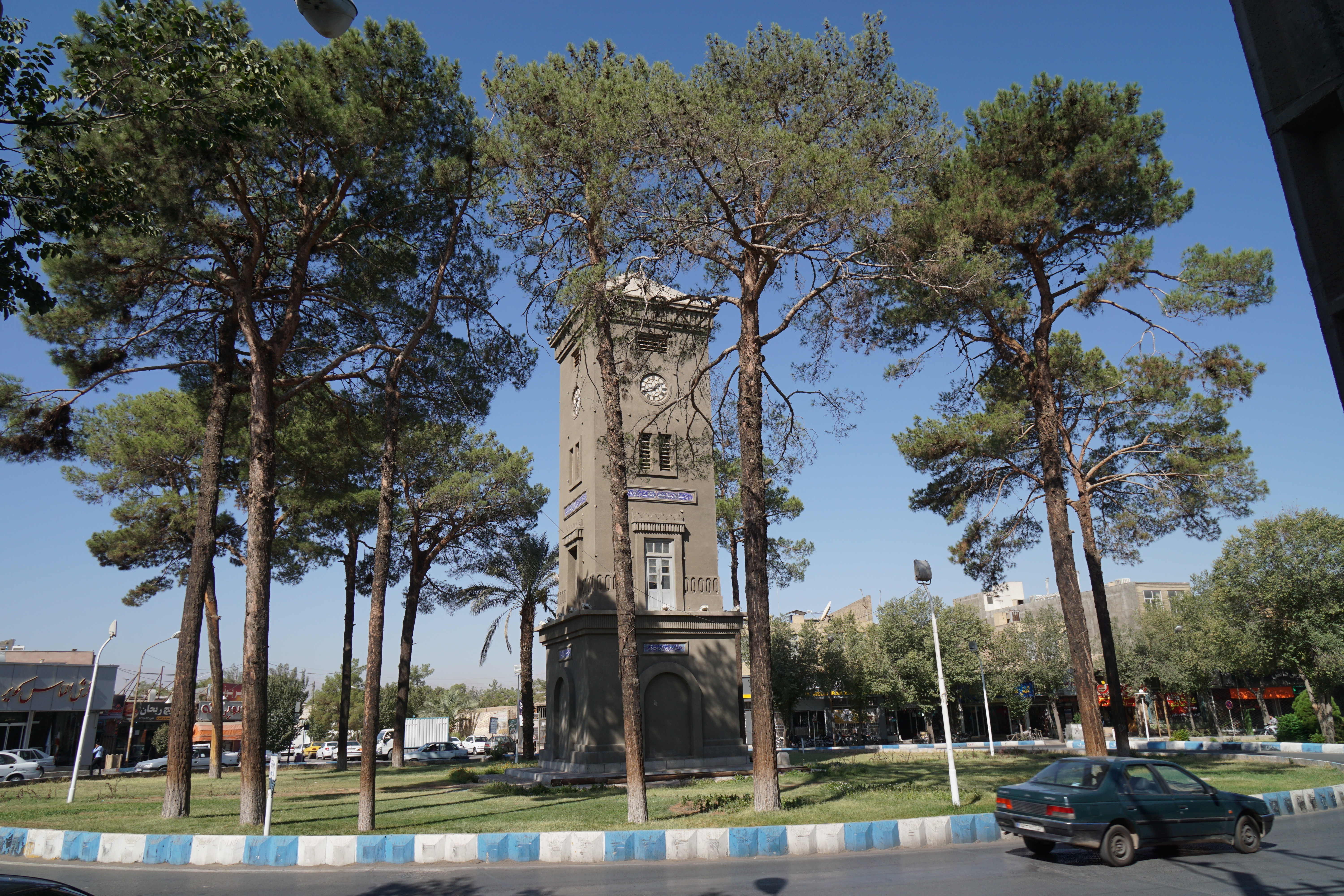
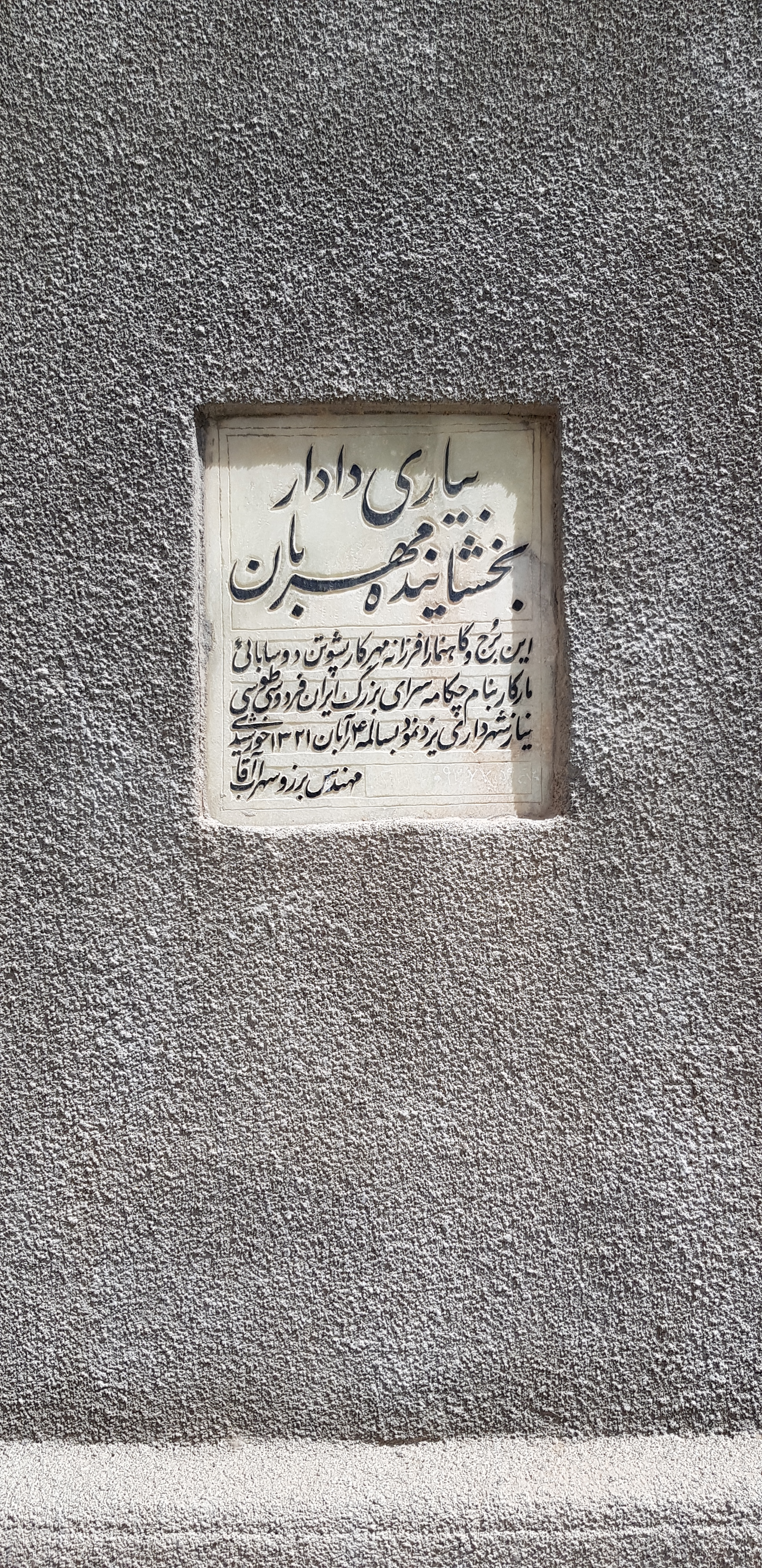
سنگ نگارۀ شرح ساخت برج
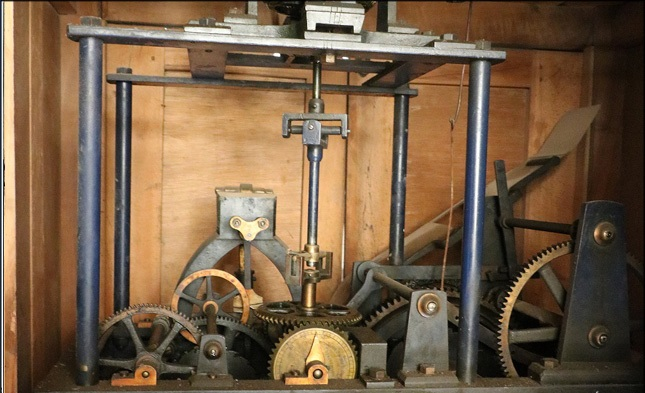
موتور ساعت برج فردوسی (مارکار)